# おはようラジオ朝一番
おはようラジオ朝一番（おはようらじおあさいちばん）は、1994年4月から1995年3月までAM-KOBE（ラジオ関西）にて毎週月～金曜日、早朝5:30~6:30に生放送された情報番組である。

## パーソナリティー
- 月、火曜日
  - 能崎まゆみ
- 水、木曜日
  - 久保佳代
- 金曜日
  - 堀内正美、久保佳代

## 番組の流れ
- 5:30　オープニング→挨拶
- 5:32  今朝のニュース
- 5:37　交通情報
- 5:40　スポーツニュース
- 5:45　お目覚め体操朝一番
- 5:55　心の灯
- 6:00　6時のニュース
- 6:05　天気予報
- 6:10　兵庫県からのお知らせ
- 6:13  お便りコーナー
- 6:23  交通情報
- 6:27　エンディング

## 阪神・淡路大震災の発生当時
1995年（平成7年）の1月17日（火曜日）の日それはこの番組の本番中で起きた。
- 5:40…スポーツニュースでヨットのアメリカスカップなどの話題を紹介。
- 5:44…お目覚め体操朝一番で「寝たままできるエクササイズ」
- 5:46…震度7（激震）の直下型地震が発生し、放送が中断[1][2][3][4]。